# Liga ARC 2014
La temporada 2014 de la Liga ARC es la novena edición desde que se iniciara la competición de traineras organizada por la Asociación de Remo del Cantábrico en 2006. Se compone de dos grupos de 12 y 15 equipos respectivamente. La temporada regular comenzó el 22 de junio en Zumaya (Guipúzcoa) y terminó el 31 de agosto en Santander (Cantabria). Posteriormente, se disputaron los play-off para el ascenso a la Liga ACT y entre los dos grupos de la Liga ARC.

## Sistema de competición
La Liga ARC está dividida en 2 grupos cada uno de los cuales disputa un calendario de regatas propio. Al finalizar la liga regular y para decidir los ascensos y descensos entre la Liga ACT y los 2 grupos de la Liga ARC se disputan sendos play-off:
- Play-off de ascenso a Liga ACT: se disputa 1 plaza en la Liga ACT entre los 2 primeros del Grupo 1 y los 2 primeros de la Liga LNT, ya que el último desciende directamente.
- Play-off entre grupos ARC: el campeón del Grupo 2 asciende directamente al Grupo 1 y la última plaza del Grupo 1 se disputa entre los dos últimos clasificados del Grupo 1 y el segundo y tercero del Grupo 2.

## Calendario
Las siguientes regatas están programadas para tener lugar en 2014.

### Grupo 1
| Orden | Regata                                       | Fecha        | Provincia |
| ----- | -------------------------------------------- | ------------ | --------- |
| 1     | XXIX Bandera de Zumaya                       | 22 de junio  | Guipúzcoa |
| 2     | XXVII Bandera de Elanchove-Grupo Idar        | 29 de junio  | Vizcaya   |
| 3     | XXX Bandera de Pasajes                       | 5 de julio   | Guipúzcoa |
| 4     | VII Bandera Donostiarra-Kaiarriba            | 12 de julio  | Guipúzcoa |
| 5     | VII Bandera de la Fiesta del Besugo          | 19 de julio  | Guipúzcoa |
| 6     | XXIX Bandera El Correo-Gran Premio BBK       | 27 de julio  | Vizcaya   |
| 7     | XXXV Bandera Iltmo. Ayuntamiento de Santurce | 2 de agosto  | Vizcaya   |
| 8     | V Bandera de Guetaria                        | 3 de agosto  | Guipúzcoa |
| 9     | XXX Bandera de Ondárroa                      | 9 de agosto  | Vizcaya   |
| 10    | XLII Bandera Ciudad de Castro-Unovisión      | 15 de agosto | Cantabria |
| 11    | XLIV Bandera Excmo. Ayuntamiento de Santoña  | 17 de agosto | Cantabria |
| 12    | Bandera de Trintxerpe                        | 24 de agosto | Guipúzcoa |

### Grupo 2
| Orden | Regata                                                                                          | Fecha        | Provincia |
| ----- | ----------------------------------------------------------------------------------------------- | ------------ | --------- |
| 1     | XXII Bandera de San Juan de Luz                                                                 | 28 de junio  | Francia   |
| 2     | XVII Bandera de Las Arenas                                                                      | 5 de julio   | Vizcaya   |
| 3     | II Bandera Cantera de Santurce                                                                  | 6 de julio   | Vizcaya   |
| 4     | V Bandera Donostiarra                                                                           | 12 de julio  | Guipúzcoa |
| 5     | II Bandera Ciudad de Rentería                                                                   | 21 de julio  | Guipúzcoa |
| 6     | XXVI Bandera de Plencia                                                                         | 20 de julio  | Vizcaya   |
| 7     | X Bandera del Puerto Viejo de Algorta                                                           | 26 de julio  | Vizcaya   |
| 8     | IV Bandera de Zumaya                                                                            | 27 de julio  | Guipúzcoa |
| 9     | XVI Bandera de Mundaca                                                                          | 2 de agosto  | Vizcaya   |
| 10    | I Bandera de Bermeo AE                                                                          | 9 de agosto  | Vizcaya   |
| 11    | XVI Bandera Flavióbriga-ASK Chemicals                                                           | 10 de agosto | Cantabria |
| 12    | V Bandera de Zarautz-Turkish Airlines                                                           | 15 de agosto | Guipúzcoa |
| 13    | XXXVII Villa de Bilbao                                                                          | 17 de agosto | Vizcaya   |
| 14    | VIII Bandera de la Cofradía de Pescadores de Fuenterrabía- XIX Regata Promoción de Fuenterrabía | 23 de agosto | Guipúzcoa |
| 15    | XXI Bandera Ría del Asón                                                                        | 30 de agosto | Cantabria |
| 16    | XXVII Bandera de Erandio                                                                        | 30 de agosto | Vizcaya   |
| 17    | XLV Bandera de Santander                                                                        | 31 de agosto | Cantabria |

### Play-off de ascenso a Liga ACT
| Orden | Regata      | Fecha            | Provincia |
| ----- | ----------- | ---------------- | --------- |
| 1     | Bermeo      | 20 de septiembre | Vizcaya   |
| 2     | Portugalete | 21 de septiembre | Vizcaya   |

### Play-off entre grupos
| Orden | Regata          | Fecha           | Provincia |
| ----- | --------------- | --------------- | --------- |
| 1     | Prueba "En ría" | 30 de agosto    | Vizcaya   |
| 2     | Prueba "En mar" | 6 de septiembre | Guipúzcoa |

## Traineras participantes

### Grupo 1
| Equipo                           | Nombre de la Trainera | Localidad            | Provincia |
| Zumaya                           | Telmo Deun            | Zumaya               | Guipúzcoa |
| S.D.R. Castreña                  | La Marinera           | Castro-Urdiales      | Cantabria |
| Lekittarra-BM                    | Lekittarra            | Lequeitio            | Vizcaya   |
| Donostiarra                      | Torrekua              | San Sebastián        | Guipúzcoa |
| Santurce-Iberdrola               | Sotera                | Santurce             | Vizcaya   |
| Santoña C.R.                     | Virgen del Puerto     | Santoña              | Cantabria |
| Orio-Babyauto                    | Txiki                 | Orio                 | Guipúzcoa |
| Elantxobe-Idar                   | Artarri               | Elanchove            | Vizcaya   |
| Ondárroa A.E.                    | Antiguako ama         | Ondárroa             | Vizcaya   |
| Getaria-Indaux-Viveros San Antón | Esperantza            | Guetaria             | Guipúzcoa |
| Trintxerpe-Funeraria Vascongada  | Azkuene               | Pasajes              | Guipúzcoa |
| San Pedro-Ecolmare               | Libia                 | Pasajes de San Pedro | Guipúzcoa |

### Grupo 2
| Equipo          | Nombre de la Trainera | Localidad           | Provincia |
| Zarautz         | Enbata                | Zarauz              | Guipúzcoa |
| Deusto-Bilbao   | Tomatera              | Bilbao              | Vizcaya   |
| Hondarribia "B" | Ama Guadalupekoa      | Fuenterrabía        | Guipúzcoa |
| Arkote-Helvetia | Plentzitarra          | Plencia             | Vizcaya   |
| Guecho A.E.     | Goizeko Izarra        | Guecho              | Vizcaya   |
| C.R. Colindres  | San Ginés             | Colindres           | Cantabria |
| Mundaca         | Mundakarra            | Mundaca             | Vizcaya   |
| Raspas A.E.     | Areatarra             | Las Arenas (Guecho) | Vizcaya   |
| Hibaika A.E.    | Madalen               | Rentería            | Guipúzcoa |
| Castro-Iberia   | La Marinera           | Castro-Urdiales     | Cantabria |
| Santurce        | Sotera                | Santurce            | Vizcaya   |
| Lutxana A.E.    | “Erandiotarra”        | Erandio             | Vizcaya   |
| Donostiarra "B" | Torrekua              | San Sebastián       | Guipúzcoa |
| Zumaya "B"      | Telmo Deun            | Zumaya              | Guipúzcoa |
| Bermeo-Sumoil   | “Bou Bizkaia”         | Bermeo              | Vizcaya   |

### Equipos por provincia
| Provincia | Grupo | N. | Equipos |
| --------- | ----- | -- | --- |
| Vizcaya   | 1     | 4  | Lekittarra-BM, Santurce-Iberdrola, Elantxobe-Idar, Ondárroa A.E.                                                          |
| Vizcaya   | 2     | 8  | Deusto-Bilbao, Arkote-Helvetia, Guecho A.E., Mundaca, Raspas A.E., Santurce, Luchana A.E., Bermeo-Sumoil                  |
| Vizcaya   | TOTAL | 12 | |
| Guipúzcoa | 1     | 6  | Zumaya, Donostiarra, Orio-Babyauto, Getaria-Indaux-Viveros San Antón, Trintxerpe-Funeraria Vascongada, San Pedro-Ecolmare |
| Guipúzcoa | 2     | 5  | Zarautz, Hondarribia "B", Hibaika A.E., Donostiarra "B", Zumaya "B"                                                       |
| Guipúzcoa | TOTAL | 11 | |
| Cantabria | 1     | 2  | Castreña, Santoña C.R. |
| Cantabria | 2     | 2  | C.R. Colindres, Castro-Iberia                                                                                             |
| Cantabria | TOTAL | 4  | |

### Ascensos y descensos
| Pos.  | Descendido de Liga ACT |
| ----- | ---------------------- |
| Prom. | Zumaya (11º)           |
| 12.º  | Castreña               |

| Pos. | Ascendidos de Grupo 2 |
| ---- | --------------------- |
| 1.º  | San Pedro-Ecolmare    |

| Pos. | Clubes de Grupo 1 no inscritos |
| ---- | ------------------------------ |
| 12.º | C.R. Camargo                   |

| Pos.  | Descendidos de Grupo 1 |
| ----- | ---------------------- |
| Prom. | Zarautz (11º)          |

| Pos. | Clubes de Grupo 2 no inscritos |
| ---- | ------------------------------ |
| 11.º | C.N. Luanco                    |
| 12.º | C.R. Santander                 |

| Pos. | Nueva inscripción |
| ---- | ----------------- |
| -    | Donostiarra "B"   |
| -    | Zumaya "B"        |
| -    | Bermeo-Sumoil     |

     Ascenso directo.

     Descenso directo ordinario.

     Descenso después de play-off.

     Descenso administrativo o desaparición.

     Nueva inscripción.

## Clasificación
A continuación se recoge la clasificación en cada una de las regatas disputadas en cada grupo.

### Grupo 1
Los puntos se reparten entre los doce participantes en cada regata.
| Posición | 1.º | 2.º | 3.º | 4.º | 5.º | 6.º | 7.º | 8.º | 9.º | 10.º | 11.º | 12.º |
| Puntos   | 12  | 11  | 10  | 9   | 8   | 7   | 6   | 5   | 4   | 3    | 2    | 1    |

| Pos. | Club                             | Trainera          | 1 ZUM | 2 ELA | 3 PAS | 4 DON | 5 BES | 6 COR | 7 SCE | 8 GUE | 9 OND | 10 CAS | 11 SÑA | 12 TRI | Puntos |
| ---- | -------------------------------- | ----------------- | ----- | ----- | ----- | ----- | ----- | ----- | ----- | ----- | ----- | ------ | ------ | ------ | ------ |
| 1    | Getaria-Indaux-Viveros San Antón | Esperantza        | 2     | 2     | 2     | 1     | 2     | 4     | 1     | 2     | 1     | 2      | 5      | 1      | 131    |
| 2    | Zumaya                           | Telmo Deun        | 3     | 1     | 1     | 2     | 1     | 2     | 2     | 3     | 4     | 1      | 3      | 5      | 128    |
| 3    | Lekittarra-BM                    | Lekittarra        | 1     | 3     | 5     | 3     | 6     | 1     | 3     | 1     | 2     | 4      | 1      | 3      | 123    |
| 4    | Ondarroa A.E.                    | Antiguako ama     | 4     | 7     | 3     | 4     | 3     | 3     | 4     | 8     | 3     | 3      | 4      | 2      | 108    |
| 5    | Donostiarra                      | Torrekua          | 6     | 8     | 7     | 5     | 4     | 5     | 6     | 4     | 5     | 11     | 2      | 4      | 89     |
| 6    | Elantxobe-Idar                   | Artarri           | 7     | 4     | 8     | 6     | 8     | 7     | 8     | 6     | 7     | 5      | 9      | 6      | 75     |
| 7    | Trintxerpe-Funeraria Vascongada  | Azkuene           | 5     | 10    | 4     | 7     | 5     | 6     | 5     | 10    | 11    | 7      | 6      | 7      | 73     |
| 8    | Santurce-Iberdrola               | Sotera            | 10    | 6     | 6     | 10    | 9     | 9     | 10    | 7     | 6     | 8      | 10     | 8      | 57     |
| 9    | Orio-Babyauto                    | Txiki             | 11    | 5     | 10    | 8     | 10    | 8     | 7     | 9     | 8     | 6      | 8      | DSQ    | 53     |
| 10   | Santoña C.R.                     | Virgen del Puerto | 8     | 12    | 9     | 9     | 7     | 10    | 9     | 5     | 10    | 9      | 7      | 9      | 52     |
| 11   | San Pedro-Ecolmare               | Libia             | 9     | 9     | 11    | 11    | 11    | 11    | 11    | 11    | 9     | 10     | 11     | 10     | 32     |
| 12   | S.D.R. Castreña                  | La Marinera       | 12    | 11    | 12    | 12    | 12    | 12    | 12    | 12    | 12    | 12     | 12     | 11     | 14     |

| Color  | Resultado           |
| ------ | ------------------- |
| Oro    | Ganador             |
| Plata  | Segundo             |
| Bronce | Tercero             |
| Verde  | Puntuó              |
| Negro  | DSQ - Descalificado |

### Grupo 2
Los puntos se reparten entre los quince participantes en cada regata. 
| Posición | 1.º | 2.º | 3.º | 4.º | 5.º | 6.º | 7.º | 8.º | 9.º | 10.º | 11.º | 12.º | 13.º | 14.º | 15.º |
| Puntos   | 15  | 14  | 13  | 12  | 11  | 10  | 9   | 8   | 7   | 6    | 5    | 4    | 3    | 2    | 1    |

| Pos. | Club            | Trainera         | 1 LUZ | 2 ARE | 3 SCE | 4 DON | 5 REN | 6 PLE | 7 ALG | 8 ZUM | 9 MUN | 10 BER | 11 FLA | 12 ZAR | 13 BIL | 14 PRO | 15 ASO | 16 ERA | 17 STD | Puntos |
| ---- | --------------- | ---------------- | ----- | ----- | ----- | ----- | ----- | ----- | ----- | ----- | ----- | ------ | ------ | ------ | ------ | ------ | ------ | ------ | ------ | ------ |
| 1    | Zarautz         | Enbata           | C     | 1     | 1     | 3     | 2     | 1     | 2     | 1     | 1     | 1      | 1      | 1      | 2      | 2      | 1      | 3      | 2      | 204    |
| 2    | Deusto-Bilbao   | Tomatera         | C     | 2     | 2     | 1     | 1     | 2     | 1     | 2     | 2     | 2      | 2      | 4      | 1      | 1      | 2      | 1      | 1      | 199    |
| 3    | Arkote-Helvetia | Plentzitarra     | C     | 4     | 7     | 2     | 4     | 9     | 4     | 3     | 3     | 4      | 3      | 5      | 4      | 3      | 4      | 2      | 5      | 165    |
| 4    | Hondarribia "B" | Ama Guadalupekoa | C     | 3     | 3     | 4     | 3     | 8     | 3     | 5     | 4     | 3      | 9      | 6      | 3      | 4      | 3      | 4      | 6      | 163    |
| 5    | Mundaca         | Mundakarra       | C     | 9     | 6     | 5     | 7     | 7     | 8     | 6     | 8     | 5      | 4      | 3      | 5      | 7      | 7      | 12     | 4      | 137    |
| 6    | Hibaika A.E.    | Madalen          | C     | 10    | 5     | 12    | 9     | 10    | 6     | 4     | 6     | 9      | 5      | 2      | 6      | 5      | 5      | 6      | 8      | 130    |
| 7    | Guecho A.E.     | Goizeko Izarra   | C     | 5     | 4     | 11    | 5     | 11    | 5     | 9     | 5     | 11     | 6      | 7      | 11     | 6      | 6      | 8      | 3      | 122    |
| 8    | Lutxana A.E.    | “Erandiotarra”   | C     | 6     | 9     | 9     | 11    | 12    | 11    | 10    | 7     | 6      | 7      | 8      | 10     | 8      | 9      | 5      | 13     | 101    |
| 9    | Santurce        | Sotera           | C     | 8     | 12    | 13    | 6     | 5     | 9     | 8     | 10    | 8      | 13     | 12     | 8      | 11     | 10     | 7      | 7      | 91     |
| 10   | Bermeo-Sumoil   | “Bou Bizkaia”    | C     | 12    | EX    | 6     | 10    | 6     | 7     | 7     | 9     | 7      | 8      | 9      | DSQ    | 9      | 12     | 14     | 11     | 90     |
| 11   | Raspas A.E.     | Areatarra        | C     | 7     | 13    | 7     | 15    | 4     | 13    | 13    | 12    | 10     | 10     | 14     | 9      | 10     | 11     | 13     | 10     | 76     |
| 12   | Zumaya "B"      | Telmo Deun       | C     | 13    | 8     | 10    | 8     | 3     | 10    | 12    | 11    | 12     | 14     | 10     | 13     | 13     | 13     | 10     | 14     | 74     |
| 13   | Donostiarra "B" | Torrekua         | C     | 11    | 10    | 8     | 12    | 14    | 12    | 14    | 14    | 13     | 11     | 11     | 7      | 12     | 8      | 9      | 9      | 67     |
| 14   | Castro-Iberia   | La Marinera      | C     | 14    | 11    | 15    | 13    | 13    | 14    | 11    | 13    | EX     | 12     | 13     | 12     | 14     | 14     | 11     | 12     | 39     |
| 15   | C.R. Colindres  | San Ginés        | C     | 15    | 14    | 14    | 14    | 15    | 15    | 15    | 15    | 14     | 15     | 15     | 14     | 15     | 15     | 15     | 15     | 19     |

| Color     | Resultado            |
| --------- | -------------------- |
| Oro       | Ganador              |
| Plata     | Segundo              |
| Bronce    | Tercero              |
| Verde     | Puntuó               |
| Negro     | DSQ - Descalificado  |
| Sin color | EX - Excluido        |
| Blanco    | C - Regata cancelada |

Las banderas de Erandio y Santander no puntúan.

### Play-off de ascenso a Liga ACT
Los puntos se reparten entre los cuatro participantes en cada regata.
| Posición | 1.º | 2.º | 3.º | 4.º |
| Puntos   | 4   | 3   | 2   | 1   |

| Pos. | Club                             | Trainera   | 1 BER | 2 POR | Puntos |
| ---- | -------------------------------- | ---------- | ----- | ----- | ------ |
| 1    | Samertolameu                     | A Terca    | 1     | 1     | 8      |
| 2    | Getaria-Indaux-Viveros San Antón | Esperantza | 2     | 2     | 6      |
| 3    | Zumaya                           | Telmo Deun | 3     | 3     | 4      |
| 4    | Amegrove                         | Pabliño    | 4     | 4     | 2      |

| Color  | Resultado |
| ------ | --------- |
| Oro    | Ganador   |
| Plata  | Segundo   |
| Bronce | Tercero   |
| Verde  | Puntuó    |

### Play-off entre grupos
El equipo Zarautz asciende al Grupo 1 directamente al quedar primero del Grupo 2.
El equipo S.D.R. Castreña desciende al Grupo 2 directamente al quedar último del Grupo 1.
Los puntos se reparten entre los tres participantes en cada regata.
| Posición | 1.º | 2.º | 3.º |
| Puntos   | 3   | 2   | 1   |

| Pos. | Club               | Trainera     | 1 RÍA | 2 MAR | Puntos |
| ---- | ------------------ | ------------ | ----- | ----- | ------ |
| 1    | Deusto-Bilbao      | Tomatera     | 1     | 1     | 6      |
| 2    | San Pedro-Ecolmare | Libia        | 3     | 2     | 5      |
| 3    | Arkote-Helvetia    | Plentzitarra | 2     | 3     | 5      |

| Color  | Resultado |
| ------ | --------- |
| Oro    | Ganador   |
| Plata  | Segundo   |
| Bronce | Tercero   |